# 蔣士瑆
蔣式瑆（?—?），直隸省遵化直隸州玉田縣人，清朝政治人物、同進士出身。
光緒十八年（1892年），参加光緒壬辰科殿試，登進士三甲62名。同年五月，改翰林院庶吉士。光緒二十年四月，散館，授翰林院檢討。